# Sosnówka (rejon łuniniecki)
Sosnówka (biał. Сасноўка; ros. Сосновка; hist. Żórawin) – wieś na Białorusi, w obwodzie brzeskim, w rejonie łuninieckim, w sielsowiecie Dworzec. Od zachodu graniczy z Łunińcem.
W dwudziestoleciu międzywojennym chutor Żórawin leżał w Polsce, w województwie poleskim, w powiecie łuninieckim w gminie Łuniniec. Po II wojnie światowej w granicach Związku Sowieckiego. Od 1991 w niepodległej Białorusi.